# بوریک میناسیان
بوریک آنوشاوانی میناسیان (ارمنی: Բորիկ Անուշավանի Մինասյան؛ زادهٔ ۵ مارس ۱۹۵۶) نقاش اهل ارمنستان است.

## زندگی‌نامه
وی در ۵ مارس ۱۹۵۶ در کاپان به دنیا آمد و از دانشگاه دولتی علوم پرورشی خاچاطور آبوویان ارمنستان فارغ‌التحصیل گشت. وی برنده جوایزی همچون مدال موسس خورناتسی است. وی عضو اتحادیه نقاشان ارمنستان بود.